# Hakan Uzan
Murat Hakan Uzan (* 1967 in Adapazarı, Türkei) ist ein flüchtiger und prominenter ehemaliger türkischer Geschäftsmann. Hakan Uzan ist Mitglied der sehr vermögenden Unternehmer-Dynastie Uzan. Vor seiner Flucht und der Beschlagnahmung seines Vermögens gehörte Hakan Uzan u. a. zur Führung des Musiksenders Kral TV, des Medienimperiums Star Medya Grubu, des Telekommunikationsdienstleisters Telsim und der Geldinstitute Türkiye İmar Bankası und Adabank, die allesamt in Familienbesitz waren. Hakan Uzans Bruder ist Cem Uzan. Sein Vater, der ebenfalls aus der Türkei floh, ist Kemal Uzan.

## Privatleben
In den 1990er Jahren war Hakan Uzan als Mäzen Vereinspräsident von Adanaspor. Hakan Uzan war in erster Ehe seit 1998 mit der Sängerin und Schauspielerin Yeşim Salkım verheiratet. Die Scheidung erfolgte 2001. In zweiter Ehe heiratete Hakan Uzan 2002 die Fernsehmoderatorin  Özlem Kızılkaya. Aus der Ehe ging ein Sohn hervor.

## Flucht
Nach einem betrügerischen Bankrott der familieneigenen İmar Bankası beschlagnahmte der türkische Einlagensicherungsfonds Tasarruf Mevduatı Sigorta Fonu das Familienvermögen. Gegen Hakan Uzan und seinen Vater wurden Haftbefehle erlassen. Beide entzogen sich der Festnahme 2003 durch eine Flucht per Hubschrauber vom Dach ihres Familienanwesens. Hakan floh anschließend nach Jordanien, dessen König Abdullah sein früherer Schulkamerad war. In Jordanien lebte Hakan Uzan wenigstens bis 2013 unter dem Namen Murad al-Umari. Uzan, der vor seiner Flucht 150 kg wog, soll in der Zeit seiner Flucht sein Gewicht auf 75 kg reduziert haben.
Ende 2015 machte Hakan Uzan mit Verdächtigungen gegen Bilal Erdoğan von sich reden.
Es existiert ein Internationales Fahndungsersuchen aus dem Jahr 2011 gegen Hakan Uzan.